# Qalʿat Nadschm
Qalʿat Nadschm (arabisch قلعة نجم, DMG Qalʿat Naǧm) ist eine Höhenburg in Syrien rechts des Euphrats an der Tischrin-Talsperre, etwa 30 km östlich der Stadt Manbidsch. Die Burg befindet sich wahrscheinlich an der Stelle einer früheren römischen Stätte und ist seit dem 7. Jahrhundert n. Chr. aus arabischen Texten bekannt. Die Festung befindet sich auf einem Hügel, der von einem Glacis geschützt wird, und beherbergt einen Palast, einen Bäderkomplex und eine Moschee.

## Geschichte
Die Burg befand sich wahrscheinlich an der Stelle einer früheren römischen Stätte, deren Name noch nicht identifiziert wurde, als vielversprechendster Kandidat gilt Caeciliana. Der älteste Hinweis auf Qalʿat Nadschm in arabischen Texten taucht unter dem Namen Dschisr Manbidsch (Brücke von Manbidsch) auf, während der heutige Name erst im 12. Jahrhundert n. Chr. in Gebrauch kam. Dabei soll Nadschm der Name eines Militärsklaven gewesen sein. Nadschm bedeutet im Arabischen „Stern“, was Qalʿat Nadschm zu „Sternenburg“ macht. Einem Text zufolge ließ Kalif ʿUthmān ibn ʿAffān bei Dschisr Manbidsch eine Brücke über den Euphrat bauen. Nach der Eroberung der Region durch die Umayyaden wurde die Burg von den Hamdaniden und der Mirdasidendynastie kontrolliert, bevor sie in die Hände der Numayriden überging. Die Burg diente als Festung für die Numayriden, die auch Qalʿat Dschaʿbar weiter südlich bis mindestens 1120 kontrollierten.
Die Kontrolle ging dann auf die Zengiden unter Nur ad-Din Zangi, dem Herrscher von Aleppo und dem Sohn von Zengi über. Nur ad-Din ließ die Burg restaurieren.  Im Jahr 1202 griff az-Zahir Ghazi, der ayyubidische Gouverneur von Aleppo von 1186 bis 1216, die Dschazīra an und eroberte Manbidsch, Qalʿat Nadschm und Qalʿat Dschaʿbar. Nach dieser Kampagne ließ az-Zahir viele der Orte, die er erobert hatte, einschließlich Qalʿat Nadschm weiter befestigten. Im 13. und 14. Jahrhundert wurde auch diese Burg im Mongolensturm zerstört, aber immer wieder aufgebaut. 1820 suchte ein arabischer Kriegsherr Zuflucht in der Burg, die später von osmanischen Streitkräften belagert und beschädigt wurde.
Am 1. Juni 2016, während des syrischen Bürgerkriegs, nahmen die Demokratischen Kräfte Syriens Qalʿat Nadschm dem Islamischen Staat ab.

## Beschreibung
Die Burg befindet sich am rechten Euphratufer an einer Stelle, an der zwei Inseln den Bau einer Pontonbrücke ermöglichten, die die wichtige Handelsroute von Aleppo nach Harran über den Euphrat führte. Qalʿat Nadschm hat die Form eines Kegelstumpf und ähnelt den Zitadellen von Aleppo, von Hama und von Homs. Sie liegt auf einem Hügel, dessen Glacis mit Quadern bedeckt war, wovon Reste noch sichtbar sind. Die Burgmauer war mit polygonalen Türmen bestückt.
Ebenso wie die Zitadelle von Aleppo ist ihr Eingang durch eine Rampe und ein massives Tor mit einem zweifach abgewinkelten Labyrinth gekennzeichnet. In Qalʿat Nadschm wurden mindestens drei, möglicherweise auch vier Inschriften aus der Regierungszeit von az-Zahir gefunden. Im Inneren von Qalʿat Nadschm befindet sich ein Bäderkomplex, der aus vier Flügeln besteht, die sich zu einem zentralen Innenhof mit einem Brunnen öffnen. In der Burg befand sich auch eine Moschee mit einer doppelten Außenarkade mit Blick auf den Euphrat. Dieses architektonische Merkmal ist in Moscheen sehr selten; ein weiteres Beispiel dafür ist in der Moschee der Alhambra in Spanien zu sehen. Früher existierte auch unterhalb der Festung eine Stadt, die aber komplett verschwunden ist. Erhalten sind neben den Wehrmauern auch unterirdische Kammern, Geheimgänge, ein Donjon sowie Reste einer Palastanlage.